# Elements, Pt. 1
Elements Pt. 1 es el décimo álbum de estudio de la banda finlandesa de power metal Stratovarius. Salió a la venta el 27 de enero de 2003 por el sello discográfico Nuclear Blast. Entró en el puesto número 2 por ocho semanas en su tierra natal Finlandia. Este álbum tuvo mucho éxito en Europa a pesar de tener un nuevo sonido más atmosférico, cosa con la que los fineses no tenían acostumbrados a sus fanes. El disco está compuesto con 9 canciones (10 en la edición de Japón y en la edición de Francia). La edición limitada cuenta con un disco extra que trae los demos del disco más un extra adicional "Run Away". Esta edición solo se imprimieron 2000 copias.
"Eagleheart" es el sencillo del disco que se publicó el 25 de noviembre de 2002 en formato EP. El sencillo llegó al puesto número 2 en Finlandia y se mantuvo ahí por 12 semanas. Además se convirtió en el tercer himno de la banda solo por debajo de las famosa canciones Black Diamond y Hunting High and Low. También se publicó como Videoclip oficial publicado el 19 de febrero de 2003.

## Listado de canciones
1. "Eagleheart" – 3:50
2. "Soul Of A Vagabond" – 7:22
3. "Find Your Own Voice" – 5:12
4. "Fantasia" – 9:56
5. "Learning to Fly" – 6:22
6. "Papillon" – 7:00
7. "Stratofortress" (Instrumental) – 3:25
8. "Elements" – 12:00
9. "A Drop In The Ocean" – 6:49
10. "Into Deep Blue" (Japanese Bonus Track) - 5:41

## Edición de Francia
- 10. "Papillon" (French Edition Bonus Track) - 7:00

## Edición especial bonus CD
1. "Eagleheart" (Demo Version) - 3:31
2. "Soul Of A Vagabond" (Demo Version) - 7:38
3. "Find Your Own Voice" (Demo Version) - 4:45
4. "Fantasia" (Demo Version) - 9:08
5. "Learning To Fly" (Demo Version) - 6:26
6. "Papillon" (Demo Version) - 6:23
7. "Stratofortress" (Demo Version) - 3:19
8. "Elements" (Demo Version) - 11:43
9. "A Drop In The Ocean (Demo Version) - 3:51
10. "Run Away" (Limited Edition Bonus Track) - 4:51

## Miembros
- Timo Kotipelto - Voces
- Timo Tolkki - Guitarra
- Jari Kainulainen - Bajo
- Jens Johansson - Teclado
- Jörg Michael - Batería

## Posicionamiento
Álbum
| Año  | Listas    | País                 | Posición |
| ---- | --------- | -------------------- | -------- |
| 2003 | Finlandia | Bandera de Finlandia | 2        |
| 2003 | Japón     | Bandera de Japón     | 22       |
| 2003 | Alemania  | Bandera de Alemania  | 27       |
| 2003 | Francia   | Bandera de Francia   | 42       |
| 2003 | Suecia    | Bandera de Suecia    | 46       |
| 2003 | Suiza     | Bandera de Suiza     | 91       |

## Presentaciones del disco
- 4 de julio de 2003 - Boertang, Dessel,  Bélgica
- 5 de julio de 2003 - Ruissalo, Turku,  Finlandia
- 9 de julio de 2003 - DK Gorbunova, Moscú,  Rusia
- 11 de julio de 2003 - Kaisaniemi, Helsinki,  Finlandia
- 13 de julio de 2003 - Auditorio Municipal, Villarrobledo,  España
- 18 de julio de 2003 - Tammerfest, Tampere,  Finlandia
- 19 de julio de 2003 - Kasino, Kauhajoki,  Finlandia
- 2 de agosto de 2003 - Wacken Open Air, Wacken,  Alemania
- 15 de agosto de 2003 - Circo Volador, Ciudad de México,  México
- 17 de agosto de 2003 - Gimnasio Olímpico de San Miguel, Santiago,  Chile
- 19 de agosto de 2003 - Hangar, Buenos Aires,  Argentina
- 22 de agosto de 2003 - Olympia, São Paulo,  Brasil
- 23 de agosto de 2003 - Olympia, São Paulo,  Brasil
- 24 de agosto de 2003 - ATL Hall, Río de Janeiro,  Brasil